# Noa Lang
Pour les articles homonymes, voir Lang.
Noa Lang, né le 17 juin 1999 à Capelle aan den IJssel aux Pays-Bas, est un footballeur international néerlandais qui évolue au poste d'ailier gauche au SSC Naples.

## Biographie

### En club

#### Naissance, jeunesse et formation (1999-2013)
Noa Lang naît à Capelle aan den IJssel aux Pays-Bas. Fils unique, sa mère, Manon, est néerlandaise et son père, Jeffrey, surinamais.
En 2003, les parents de Noa Lang divorcent lorsqu'il est seulement âgé de trois ans. La même année, sa mère, Manon, fait la connaissance de Nourdin Boukhari, joueur de l'Ajax Amsterdam et de l'équipe du Maroc. Manon et Nourdin décident de se marier et d'habiter avec le petit Noa Lang à Zevenkamp, un quartier de Rotterdam. Ils donnent ensemble naissance à une fille qui devient la demi-sœur de Noa. Au quartier, Noa Lang joue régulièrement au football dans les quartiers de Rotterdam avec Ayoub Boukhari (fils de son beau-père).
En 2005, Nourdin Boukhari inscrit Noa Lang, âgé de six ans, au Feyenoord Rotterdam. Un an plus tard, la famille entière déménage à Nantes, en France, après le transfert de Nourdin Boukhari dans le club du FC Nantes. Ce dernier intègre Noa dans l'équipe junior du FC Nantes sous forme de prêt. En 2007, la famille retourne aux Pays-Bas et Noa Lang retourne dans le centre de formation du Feyenoord Rotterdam, avant d'être à nouveau prêté au Kasımpaşa SK en 2010, pendant que son beau père signait dans l'effectif première du Kasımpaşa SK. En 2013, il intègre le centre de formation de son club favori, l'Ajax Amsterdam.

#### Ajax Amsterdam (2013-2021)
Après être passé par le Jong Ajax, Lang est intégré à l'équipe première au cours de la saison 2018-2019. Il joue son premier match en professionnel le 26 septembre 2018, lors d'un match de Coupe des Pays-Bas face au modeste club du HVV Te Werve. Il entre en jeu à la place de David Neres et participe à la large victoire de l'Ajax Amsterdam sept buts à zéro. Il prend part à son premier match de championnat le 13 mars 2019 contre le PEC Zwolle. Entré en jeu à la place de Lasse Schöne alors que son équipe est tenu en échec par les visiteurs et que les deux équipes semblent se diriger vers un match nul, Noa Lang se distingue en délivrant une passe décisive à Daley Blind qui inscrit le but de la victoire (2-1).

#### Prêt au FC Twente
Le 18 janvier 2020, Noa Lang est prêté au FC Twente pour la deuxième partie de la saison 2019-2020.

#### Club Bruges KV
Le 5 octobre 2020, Noa Lang est prêté au Club Bruges KV avec option d'achat obligatoire,.
Il joue son premier match sous ses nouvelles couleurs le 17 octobre 2020, lors d'une rencontre de championnat face au Standard de Liège. Il entre en jeu à la place d'Emmanuel Dennis et les deux équipes se neutralisent (1-1). En mars 2021, l'option d'achat de son prêt est levée et le joueur s'engage jusqu'en 2024 avec le Club Bruges. Dès sa première saison avec Bruges il remporte le championnat de Belgique et est élu Jeune Pro de l'année, un prix décerné au meilleur jeune joueur du championnat. Il était également nommé pour le meilleur joueur de la saison mais cette récompense a été attribuée à Paul Onuachu.
Il est sacré champion de Belgique pour la deuxième fois lors de la saison 2021-2022.

#### PSV Eindhoven
Le 8 juillet 2023, Noa Lang s'engage en faveur du PSV Eindhoven. Il signe un contrat de cinq ans, soit jusqu'en juin 2028. Le transfert est évalué à 15 millions d'euros, ce qui constitue un record pour le club néerlandais,.
Il est sacré Champion des Pays-Bas lors de la saison 2023-2024 malgré un faible temps de jeu qu'il doit en grande partie à plusieurs blessures, notamment aux ischios, faisant quelques rechutes et qui ne lui permettent pas d'enchainer les matchs.

### En sélection
Le 31 mai 2019, Noa Lang reçoit sa première sélection avec les espoirs, face au Mexique. Il entre en jeu à la place de Teun Koopmeiners ce jour-là, et son équipe s'impose par cinq buts à un. Pouvant également représenter l'équipe du Suriname, Noa Lang évoque les possibilités d'évoluer avec l'équipe du Maroc, du fait que son père adoptif soit Nourdin Boukhari. Il déclare lors d'une interview avec FunX : "Je n'ai ni la nationalité ni de passeport marocain. Je ne pourrais malheureusement jamais porter le maillot du Maroc. Mais j'aime énormément le Maroc et les Marocains."
Le 1er octobre 2021, Noa Lang est appelé pour la première fois avec l'équipe nationale des Pays-Bas par le sélectionneur Louis van Gaal. Il honore sa première sélection avec les Pays-Bas le 8 octobre 2021 contre la Lettonie. Il entre en jeu à la place de Steven Berghuis et son équipe l'emporte par un but à zéro.
Le 11 novembre 2022, il est sélectionné par Louis van Gaal pour participer à la Coupe du monde 2022.

## Vie privée
Noa Lang est né aux Pays-Bas, d'un père originaire du Suriname (ancienne colonie néerlandaise) et d'une mère néerlandaise. Il a été élevé par son beau-père, le footballeur professionnel Nourdin Boukhari.

## Controverses
En mai 2021, une vidéo circule montrant Lang participant à un chant de stade antisémite avec des supporters du Club Bruges, visant le rival Anderlecht dont l'histoire est très liée à celle de la communauté juive en Belgique alors que certains supporters du Club Bruges ont déjà été accusés de chants racistes par le passé,. Refusant de s'excuser, Lang a justifié ces chants ("Nog liever dood dan sporting jood", « Plutôt mourir que d'être un juif du Sporting »), comme étant des "surnoms", qu'il n'a voulu "offenser personne" et que le sujet était "clos". Il a été soutenu par son ancien club, l'Ajax Amsterdam.
La Fédération royale belge de football a condamné son comportement, et la Ministre des Affaires étrangères fédérale Sophie Wilmès a jugé que son comportement était "inacceptable, insupportable", et n'avait "pas sa place dans notre société". D'autres partis politiques ont condamné sa participation à ces chants, et la Fédération l'a obligé à visiter le centre Kazerne Dossin, un musée et mémorial de guerre dédié à l'Holocauste, comme mesure disciplinaire.

## Statistiques
| Saison                | Club                  | Championnat           | Championnat | Championnat | Championnat | Coupe(s) nationale(s) | Coupe(s) nationale(s) | Coupe(s) nationale(s) | Supercoupe | Supercoupe | Supercoupe | Compétition(s) continentale(s) | Compétition(s) continentale(s) | Compétition(s) continentale(s) | Compétition(s) continentale(s) | Pays-Bas | Pays-Bas | Pays-Bas | Total | Total | Total |
| Saison                | Club                  | Division              | M.          | B.          | P.d.        | M.                    | B.                    | P.d.                  | M.         | B.         | P.d.       | Comp.                          | M.                             | B.                             | P.d.                           | M.       | B.       | P.d.     | M.    | B.    | P.d.  |
| 2018-2019             | Ajax Amsterdam        | Eredivisie            | 3           | 0           | 1           | 1                     | 0                     | 0                     | -          | -          | -          | C1                             | -                              | -                              | -                              | -        | -        | -        | 4     | 0     | 1     |
| 2019-2020             | Ajax Amsterdam        | Eredivisie            | 5           | 3           | 0           | 1                     | 1                     | 0                     | -          | -          | -          | C1+C3                          | 3                              | 0                              | 0                              | -        | -        | -        | 9     | 4     | 0     |
| 2020-2021             | Ajax Amsterdam        | Eredivisie            | 1           | 0           | 0           | -                     | -                     | -                     | -          | -          | -          | C1                             | -                              | -                              | -                              | -        | -        | -        | 1     | 0     | 0     |
| Sous-total            | Sous-total            | Sous-total            | 9           | 3           | 1           | 2                     | 1                     | 0                     | -          | -          | -          | -                              | 3                              | 0                              | 0                              | -        | -        | -        | 14    | 4     | 1     |
| 2019-2020             | FC Twente (prêt)      | Eredivisie            | 7           | 1           | 0           | -                     | -                     | -                     | -          | -          | -          | -                              | -                              | -                              | -                              | -        | -        | -        | 7     | 1     | 0     |
| 2020-2021             | Club Bruges KV (prêt) | Jupiler Pro League    | 29          | 16          | 7           | 2                     | 0                     | 1                     | -          | -          | -          | C1+C3                          | 6+0                            | 1+0                            | 1+0                            | -        | -        | -        | 37    | 17    | 9     |
| 2021-2022             | Club Bruges KV        | Jupiler Pro League    | 37          | 7           | 12          | 4                     | 1                     | 0                     | 1          | 1          | 0          | C1                             | 6                              | 0                              | 1                              | 3        | 1        | 0        | 51    | 10    | 13    |
| 2022-2023             | Club Bruges KV        | Jupiler Pro League    | 33          | 9           | 7           | 2                     | 3                     | 0                     | 1          | 0          | 1          | C1                             | 4                              | 0                              | 0                              | 5        | 2        | 0        | 45    | 14    | 8     |
| Sous-total            | Sous-total            | Sous-total            | 99          | 32          | 26          | 8                     | 4                     | 1                     | 2          | 1          | 1          | -                              | 16                             | 1                              | 2                              | 8        | 3        | 0        | 133   | 41    | 30    |
| 2023-2024             | PSV Eindhoven         | Eredivisie            | 11          | 4           | 1           | 2                     | 0                     | 0                     | -          | -          | -          | C1                             | 5                              | 0                              | 1                              | 2        | 0        | 0        | 20    | 4     | 2     |
| 2024-2025             | PSV Eindhoven         | Eredivisie            | 29          | 11          | 10          | 4                     | 0                     | 0                     | 1          | 1          | 0          | C1                             | 10                             | 2                              | 2                              | 3        | 0        | 1        | 47    | 14    | 13    |
| Sous-total            | Sous-total            | Sous-total            | 40          | 15          | 11          | 6                     | 0                     | 0                     | 1          | 1          | 0          | -                              | 15                             | 2                              | 3                              | 5        | 0        | 1        | 67    | 18    | 15    |
| Total sur la carrière | Total sur la carrière | Total sur la carrière | 156         | 51          | 38          | 16                    | 4                     | 1                     | 3          | 2          | 1          | -                              | 34                             | 3                              | 5                              | 13       | 3        | 1        | 222   | 63    | 46    |

## Palmarès

### En club
Ajax Amsterdam (1)
- Champion des Pays-Bas en 2019

 Club Bruges
- Champion de Belgique en 2021 et 2022
- Vainqueur de la Supercoupe de Belgique en 2021 et 2022

 PSV Eindhoven
- Champion des Pays-Bas en 2024 et 2025

### Distinctions personnelles
- Jeune Pro de l'année en 2021[30]

- Joueur de l'année du FC Bruges en 2021[31]